# Sandra Mairhofer
Sandra Mairhofer née le 12 juin 1992 est une triathlète italienne, championne du monde de triathlon d'hiver, championne du monde et d'Europe de cross triathlon, championne nationale dans ces deux spécialités. Elle participe également à des compétitions de VTT,.

## Palmarès en triathlon
Le tableau présente les résultats les plus significatifs (podium) obtenus sur le circuit national et international de triathlon depuis 2018.
| Année | Compétition                                | Pays | Position           | Temps           |
| ----- | ------------------------------------------ | ---- | ------------------ | --------------- |
| 2023  | Championnats du monde de triathlon cross   |      | Médaille d'or      | 1 h 48 min 59 s |
| 2023  | Championnats du monde de triathlon d'hiver |      | Médaille d'or      | 2 h 0 min 19 s  |
| 2022  | Championnats du monde de Xterra triathlon  |      | Médaille d'argent  | 3 h 12 min 48 s |
| 2022  | Championnats du monde de triathlon cross   |      | Médaille d'or      | 2 h 23 min 3 s  |
| 2022  | Championnats du monde de triathlon d'hiver |      | Médaille d'argent  | 2 h 7 min 16 s  |
| 2022  | Championnat national de triathlon cross    |      | Médaille d'or      | 2 h 16 min 6 s  |
| 2021  | Championnats du monde de triathlon cross   |      | Médaille d'argent  | 1 h 39 min 35 s |
| 2021  | Championnat d'Europe Xterra Triathlon      |      | Médaille d'or      | 2 h 49 min 0 s  |
| 2021  | Championnat national de triathlon cross    |      | Médaille d'or      | 1 h 56 min 6 s  |
| 2021  | Championnats du monde de triathlon d'hiver |      | Médaille d'or      | 1 h 32 min 35 s |
| 2021  | Championnat national de triathlon d'hiver  |      | Médaille d'or      | 1 h 11 min 21 s |
| 2020  | Championnat national de triathlon d'hiver  |      | Médaille d'or      | 1 h 20 min 16 s |
| 2019  | Championnat national de triathlon cross    |      | Médaille d'or      | 2 h 20 min 32 s |
| 2019  | Championnats d'Europe de triathlon cross   |      | Médaille de bronze | 2 h 3 min 55 s  |
| 2019  | Championnat national de triathlon d'hiver  |      | Médaille d'or      | 1 h 26 min 30 s |
| 2018  | Championnat national de triathlon cross    |      | Médaille de bronze | 2 h 2 min 59 s  |
| 2018  | Championnat national de triathlon d'hiver  |      | Médaille d'or      | 1 h 15 min 7 s  |

## Palmarès en VTT
- 2023
  -  Championne d'Italie de cross-country marathon